# Bereznyak-Issaïev BI-1
Dimensions
Le Bolkhovitnov BI-1 est un prototype d'avion-fusée soviétique. Conçu comme avion de chasse et armé de canons, il accomplit son vol d'essai neuf mois seulement après la mise en service du premier avion-fusée, le Me 163 allemand.

## Histoire
Des trois avions-fusées que les autorités soviétiques envisageaient d'étudier en 1939 sous le nom de code d’Ognevitch (« L'ardent ») : l'I-302, le Malioutka et le BI-1, seuls les deux derniers parvinrent au stade des essais intensifs. Il s'agissait de mettre au point un avion d'interception. Le projet vit le jour après une entrevue du constructeur Victor Bolchovitinov et du commissaire du Peuple (Ministre) de l'industrie aéronautique Alexeï Chachourine avec Joseph Staline au mois d'août 1941. L'étude fut confiée au bureau d'études (OKB) Bolkhovitnov, qui s'était illustré dès les années 1930 par ses conceptions audacieuses en matière d'avions, et dirigée par les ingénieurs Alexandre Bereznyak et Alexeï Issaïev, d'où l'acronyme BI-1 (Bereznyak-Issaïev) ou indifféremment Blichni Istrebitel (chasseur de poursuite) ; mais avec le déclenchement de l'invasion de l'Union soviétique, les concepteurs n'eurent que 35 jours pour travailler, au lieu des 3 mois initialement prévus. Viktor Bolkhovitnov, qui avait déjà la charge du lanceur de fusée RP-318-I, reprit la direction du projet BI-1.
Le moteur de fusée monoturbine D-1A-1100, conçu par Léonid Douchkine et Vladimir Chtokolov, brûlait du kérosène, avec de l'acide nitrique comme comburant. Les premiers essais de lancement eurent lieu le 10 septembre 1941 : le BI-1 était largué en altitude par un bombardier Pe-2. Puis l'avance des armées allemandes et l'évacuation, à partir du 16 octobre 1941, des usines et ateliers au-delà de l'Oural, fit reporter les essais de plusieurs mois. Enfin, le 27 avril 1942, le premier envol depuis le sol put être mené et le 15 mai, le pilote d'essai Grigori Bakhtchivandji accomplit le premier vol autonome, moteur à fond, en trois minutes et neuf secondes. Son vol se termina en catastrophe, car une pale de turbine se brisa en phase de descente et la cabine se remplit de fumées toxiques : Bakhtchivandji parvint tant bien que mal à faire atterrir le BI-1 à l'aveugle et pratiquement en apnée. Malgré la rupture du châssis, il avait sauvé le prototype, qui put être réparé pour de nouveaux essais. Les essais suivants eurent pour but de pousser au maximum la vitesse du BI-1 ; 50 appareils étaient déjà en cours d'assemblage. Le septième vol, le 27 mars 1943, tourna à la catastrophe : Bakhtchivandji perdit le contrôle de l'appareil et s'écrasa au sol. Malgré les innombrables essais en souffleries qui s'ensuivirent, il s'avéra impossible de remédier à la tendance au piqué de l'avion aux vitesses élevées. On mit un terme à la production de série, mais les sept appareils déjà assemblés firent l'objet de tests.
C'est ainsi que le 9 mars 1945, le BI-5 permit d'atteindre la vitesses ascensionnelle de 91,08 m/s ; mais après un nouvel accident, le projet d'avion-fusée, devenu moins urgent, fut abandonné. Les 20 appareils en construction furent mis au rebut.

## Construction
Le fuselage du BI-1 était formé de deux demi-coques entièrement métalliques assemblées, à maître-couple ovale. Le propulseur était dans la queue de l'appareil, son réservoir placé derrière le siège du pilote. Les ailes étaient en bois et métal, encastrées à la base du fuselage. L'empennage débordait vers le haut et le bas en s'appuyant sur des raidisseurs. Le train arrière était entièrement pneumatique, mais lors des essais, qui se déroulaient le plus souvent l'hiver, on remplaça les roues par des skis.

## Exemplaires encore visibles

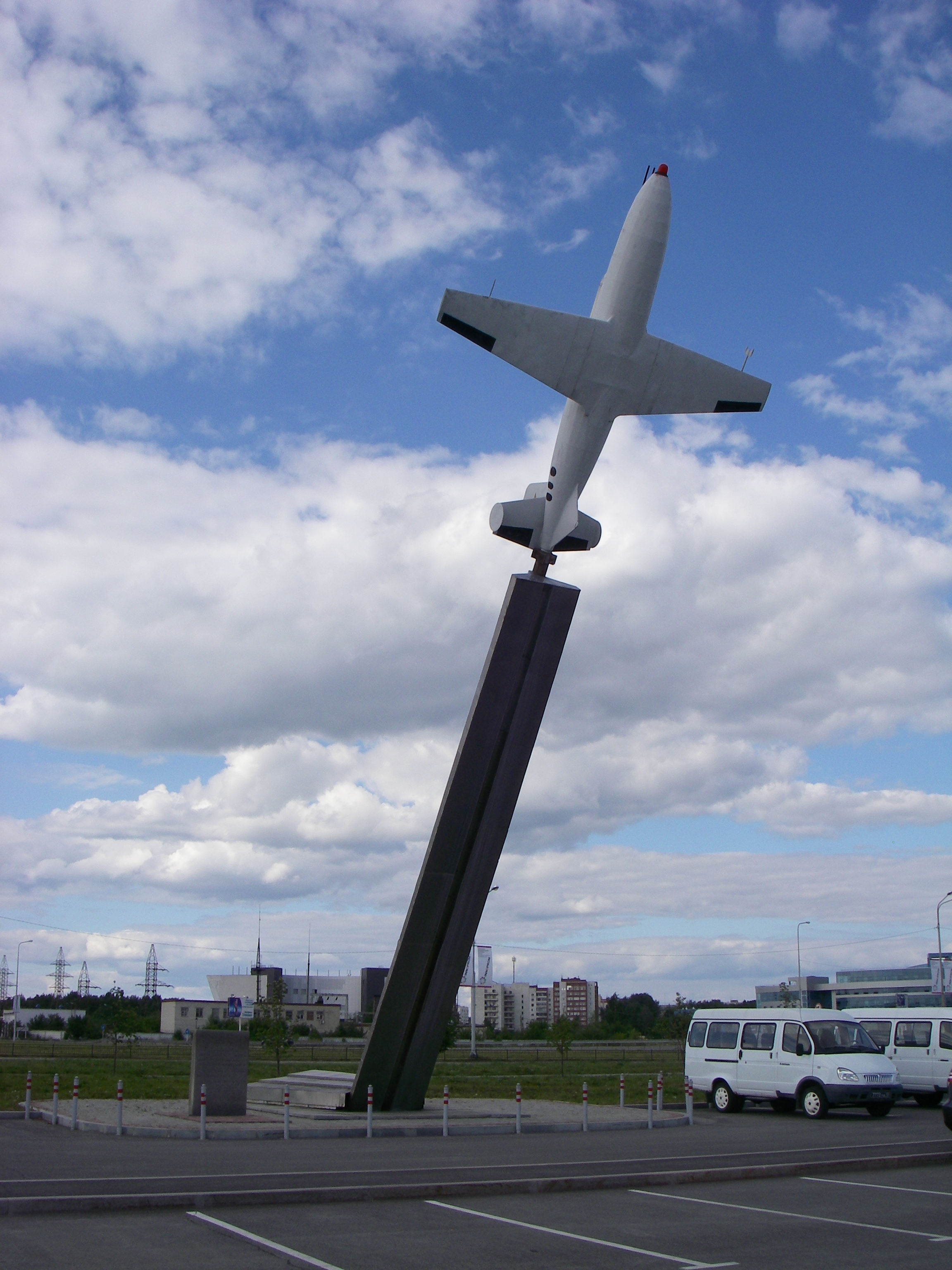
Hommage à l'avion-fusée à l'aéroport d'Iekaterinbourg.

Aucun BI-1 original n'a été conservé : il n'en existe que des copies dépourvues de véritable moteur. L'un de ces appareils se trouve au Musée central des forces aériennes de Monino. Le musée local de Verkhniaïa Pychma, non loin de l'endroit où le vol inaugural eut lieu, en possède un second exemplaire. Une troisième maquette est dressée sur une stèle à l'aéroport d'Iekaterinbourg. À Krasnodar, ville natale du pilote Bachtchivandji, trois reproductions d'avion sont exposées, dont un BI-1.